# Варзеа (Риу-Гранди-ду-Норти)
Варзеа (порт. Várzea)  —  муниципалитет в Бразилии, входит в штат Риу-Гранди-ду-Норти. Составная часть мезорегиона Сельскохозяйственный район штата Риу-Гранди-ду-Норти. Входит в экономико-статистический  микрорегион Агрести-Потигуар. 
Население составляет 5207 человек на 2007 год. Занимает площадь 67,245 км². Плотность населения — 77,43 чел./км².
Праздник города — 20 декабря.

## История
Город основан в 1959 году.

## Статистика
- Валовой внутренний продукт на 2004 год составляет 10 958 000,00 реалов (данные: Бразильский институт географии и статистики).
- Валовой внутренний продукт на душу населения на 2004 год составляет 2230,00 реалов (данные: Бразильский институт географии и статистики).
- Индекс развития человеческого потенциала на 2001 год составляет 0,695 (данные: Программа развития ООН).

## География
Климат местности: тропический.

## Галерея

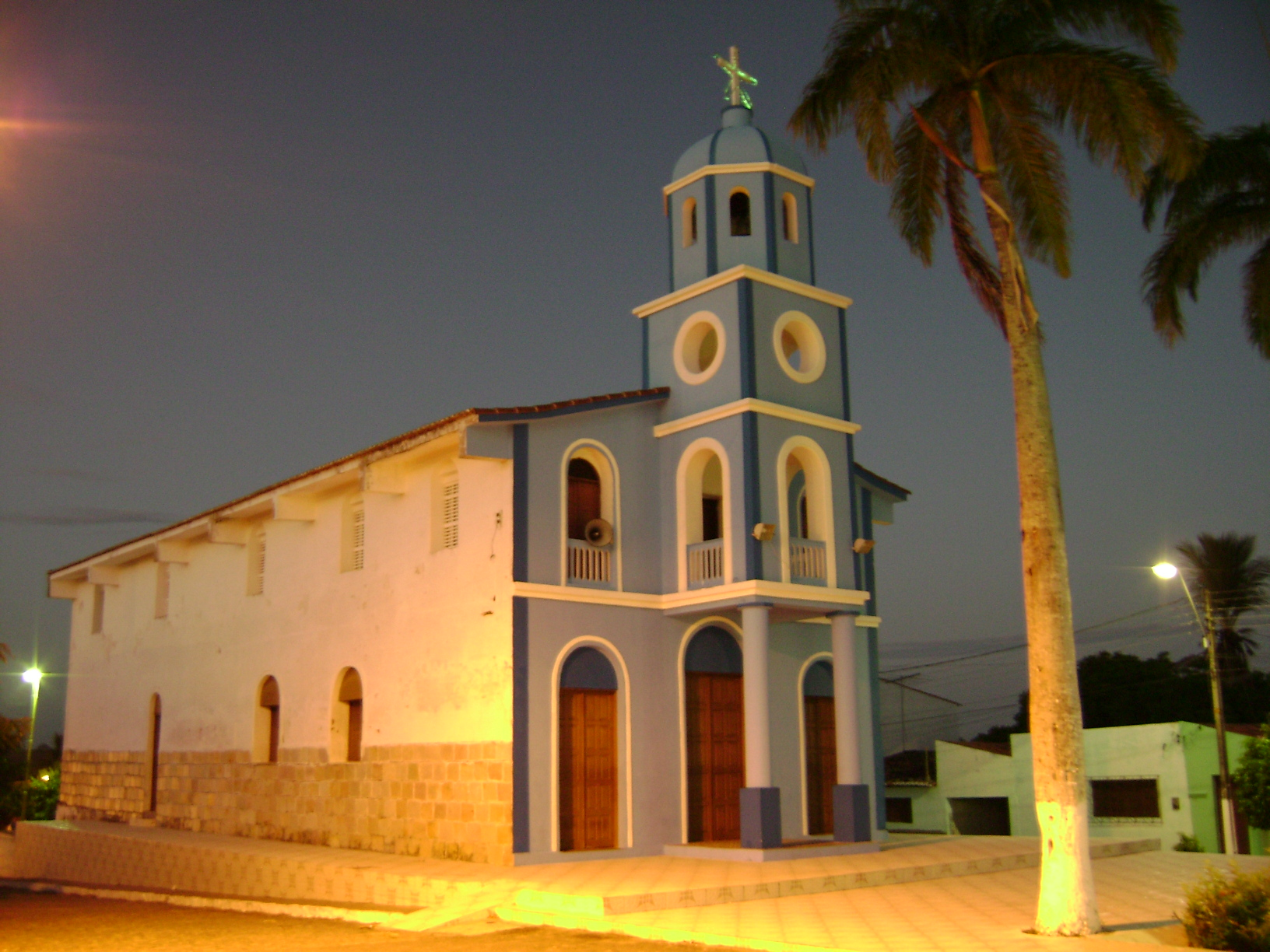
Собор
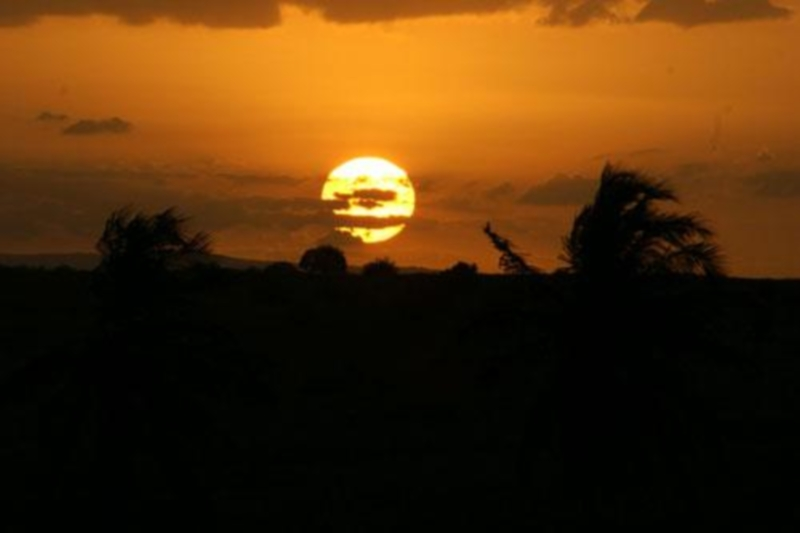
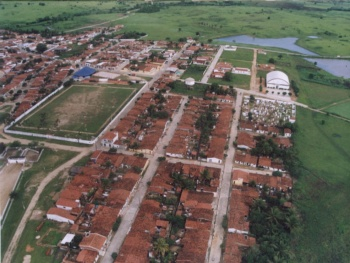
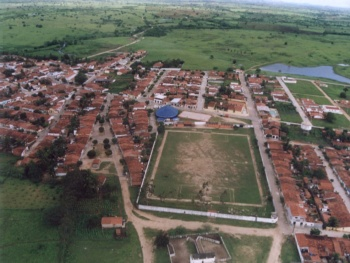